# Карл Свенссон
Карл Свенссон (швед. Karl Svensson, нар. 21 березня 1984, Єнчепінг) — шведський футболіст, що грав на позиції захисника.
Виступав, зокрема, за клуби «Гетеборг» та «Рейнджерс», а також національну збірну Швеції.

## Клубна кар'єра
Народився 21 березня 1984 року в місті Єнчепінг. Вихованець футбольної школи клубу «Єнчепінг Седра».
У дорослому футболі дебютував 2000 року виступами за команду клубу «Єнчопінг Седра», в якій провів два сезони, взявши участь у 36 матчах чемпіонату. 
Своєю грою за цю команду привернув увагу представників тренерського штабу клубу «Гетеборг», до складу якого приєднався 2003 року. Відіграв за команду з Гетеборга наступні три сезони своєї ігрової кар'єри.
У 2006 році уклав контракт з клубом «Рейнджерс», у складі якого провів наступний рік своєї кар'єри гравця. Більшість часу, проведеного у складі «Рейнджерс», був основним гравцем захисту команди.
Протягом 2007—2009 років захищав кольори команди клубу «Кан».
З 2009 року знову, цього разу два сезони захищав кольори команди клубу «Гетеборг». 
Завершив професійну ігрову кар'єру у клубі «Єнчопінг Седра», у складі якого вже виступав раніше. Прийшов до команди 2012 року, захищав її кольори до припинення виступів на професійному рівні у 2014 році.

## Виступи за збірні
Протягом 2004–2006 років залучався до складу молодіжної збірної Швеції. На молодіжному рівні зіграв у 17 офіційних матчах.
У 2006 році провів свою єдину гру у складі національної збірної Швеції — товариський матч проти збірної Саудівської Аравії.
Пізніше того ж року був включений до складу збірної для участі у чемпіонаті світу 2006 року у Німеччині, проте на поле не виходив.